# ドレスデン会議 (1812年)
ドレスデン会議（ドレスデンかいぎ、英：Conference of Dresden）は、1812年5月、ナポレオン1世がロシア遠征の準備の一環として、ヨーロッパの指導者を集めて開催した会合である。ナポレオンがザクセンの首都に到着した5月16日に、その権力の誇示と軍事的援助を求める目的で始まった。出席者は、少なくとも１人の皇帝（オーストリア皇帝フランツ1世）、6人の王たち（プロイセン王のフリードリヒ・ヴィルヘルム3世、ザクセン王のフリードリヒ・アウグスト1世ら）、その他諸侯、大公、公爵、野戦司令官などが多数であった。ナポレオンはロシア帝国侵略の最終計画のことで上の空であったが、フランス国家の費用で豪華な宴会、コンサート、演劇が催された。ナポレオンはナルボンヌ将軍（Louis, comte de Narbonne-Lara）をロシア皇帝のアレクサンドル1世に派遣し、最後通牒の提示を行った。アレクサンドルは領土の譲歩を拒否し、「不名誉な和平」に同意するよりも戦うことを望むと返答した。5月28日、ナポレオンはアレクサンドルの返答を受け取ると、その翌日には軍隊を率いてロシアに向かうためドレスデンを発った。この会談は、アメリカがイギリスに対して米英戦争を開始する要因として引用され、1807年のティルジット条約調印以来、ナポレオンがロシアに戦争を仕掛ける意思を示した最初のものである。

## 会議

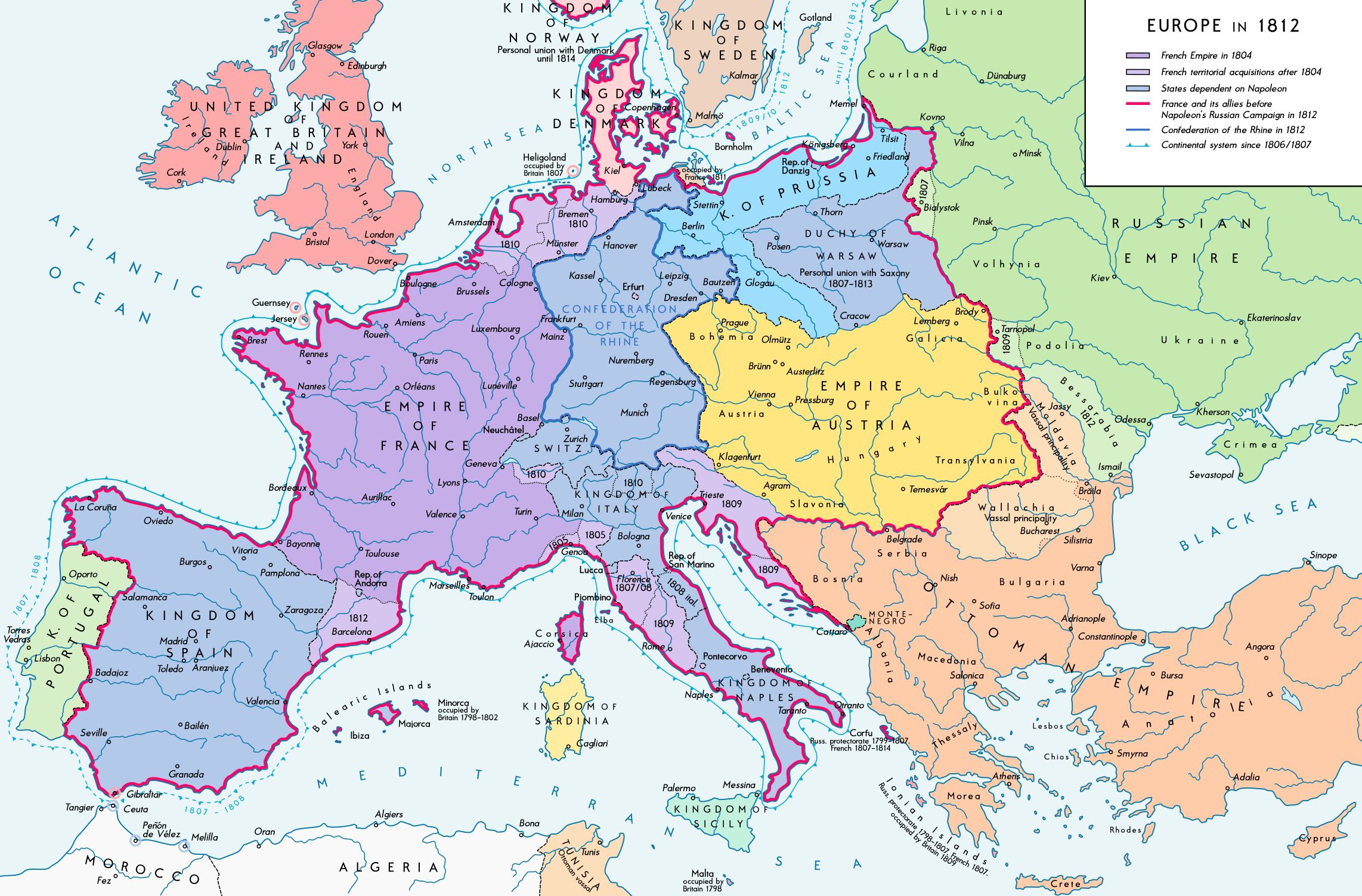
1812年のヨーロッパ。フランス帝国とその保護領は青、オーストリアは黄色、ロシアは緑。

ナポレオン1世は1812年5月16日にフランスのサン＝クルーからドレスデンに到着した。到着に際しては、この少し前にパリで委託された300台を超える馬車と、銀のプレート、タペストリー、その他の贅沢品を運ぶ荷車を共に運ばせ、皇后マリー・ルイーズとその侍女も同行した。この頃、ナポレオンの治めるフランス帝国は最大規模に達しており、大陸ヨーロッパ西部のほとんどの君主たちを支配下に置いていた。権力の絶頂にあったナポレオンは、自らの権力を誇示し、自身の企図したロシア侵略への支持を集めるために、ドイツの王侯による会合の手はずを整えた。宴会、祝宴、コンサートが催され、さらにフランス皇帝の資金でパリの一流劇団から役者を集めた芝居が上演された。この会議は、ヨーロッパでグラン・ムガルと尊称されたムガル皇帝の会議に匹敵するほど盛大なものであった。
会議には帝政となったオーストリアの初代皇帝であるフランツ1世、プロイセン王のフリードリヒ・ヴィルヘルム3世、ザクセン王のフリードリヒ・アウグスト1世、バイエルン王マクシミリアン1世、ヴュルデンベルク王フリードリヒ1世、ヴェストファーレン王ジェローム・ボナパルト、ナポリ王ジョアッキーノ1世（ジョアシャン・ミュラ）ら周辺同盟国の君主及びドイツの小国のほとんどの諸侯、大公、公爵、大陸軍元帥が出席した。ナポレオンへの恐怖と憎しみが、賞賛と友情と同様に多くの出席者の忠誠心を保証し、出席者の半数以上はむしろナポレオンが死んでしまえばいいのにと思っていたと言われている。ナポレオンは、戦争準備のための会議に時間の大部分を割かれ、会議の主役でありながら、集まった君主たちの前に姿を現すことはなかった。
ナポレオンは、フランスや多くの同盟国からの50万の兵と1200丁の銃からなる対ロシア侵略軍を再検討した。戦支度や兵・物資（ワゴオン10万台に及ぶ弾薬など）の集結の存在は見るからに明らかであったが、ナポレオンはこの計画を秘匿せんとし、将校たちには「敵のことについては話すな」と命令した。ロシアと共にオスマン帝国と戦うつもりだという噂もあったが、ドイツ語圏の支配者たちは、墺帝フランツ1世は「（ナポレオンは）共通の目的の勝利のためにオーストリアに全面的に依存しうる」と述べ、普王フリードリヒ・ヴィルヘルム3世は「揺るぎない忠誠」を誓って、フランス皇帝に軍事的支援を保証した。

## ツァーリ・アレクサンドル1世との遣り取り

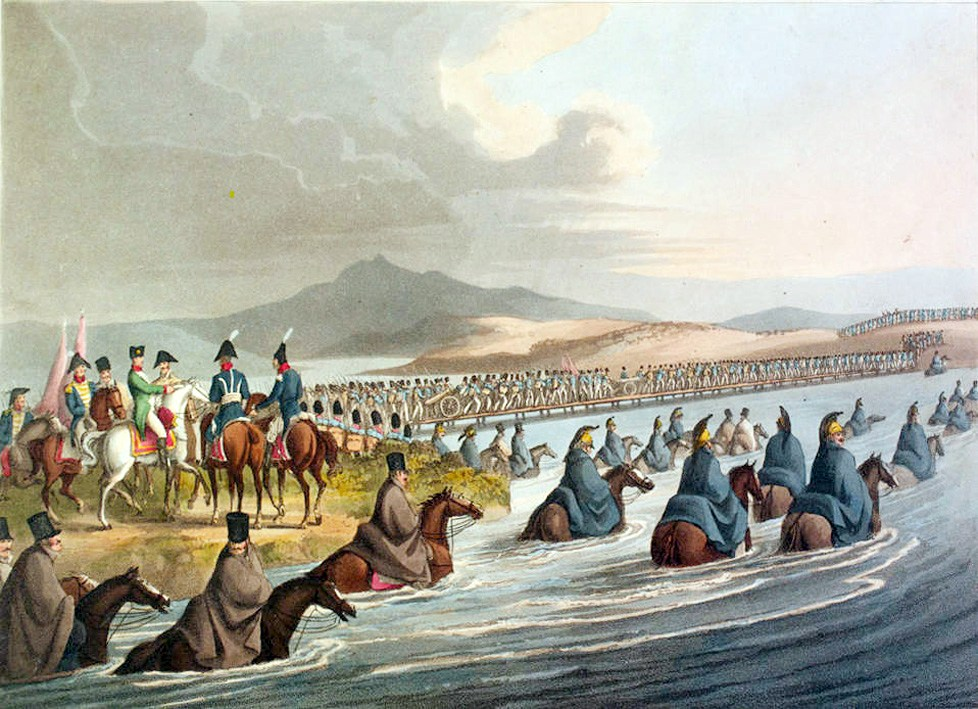
ネマン川を渡るナポレオン軍

会議中、ナポレオンはロシア皇帝アレクサンドル1世がヴィリニュス（現在のリトアニア）に到着したとの報を聞き、最後通牒を持たせたナルボンヌ将軍を同市へ遣った。ナポレオンは、爾前の戦争で失った土地を補償としてプロイセンに割譲し、アレクサンドルの支配を北アジアに留め、帝国領土のスモレンスクとサンクトペテルブルクから独立した公国を作らんとした。アレクサンドルはナルボンヌにロシアの地図を見せ、その広大さを示し、敵対行為は行わないが、攻撃されれば戦い、必要とあれば降伏することなく極東のカムチャツカ半島に軍を撤退させると述べた。5月28日、ナルボンヌは帰還し、アレクサンドルがナポレオンの要求を拒絶し、ロシアは「不名誉な平和」よりも戦争を望むと述べた、と報告した。ナルボンヌは、短期間の和平に合意し、フランス軍を冬の間ワルシャワで休ませることが最善であると思うと述べた。ナポレオンは、「ボトルは開かれた―ワインは飲まなければならない」として開戦の他に道はなしと考え、翌日、ネマン川へ向けて出発し、侵攻を開始した。

## その後
ナポレオンがドレスデンで力を示したことは、この年の6月に始まった米英戦争にもつながったとされ、特にアメリカ政府がイギリスとの戦争に踏み切ったことに大きく関係している可能性がある。この会議ではそれまではロシアに対して友好の仮面をつけていたナポレオンが、初めてロシアへの思惑を明らかにしたのである。